# 알아흘리 SC (도하)
알아흘리 스포츠 클럽(아랍어: نادي الاهلي القطري)은 카타르의 도하를 연고로 하는 축구 클럽이다.

## 역대 성적
- 카타르 아미르 컵 우승 4회
  - 우승: 1973, 1981, 1987, 1992
- 카타르 2부 리그 우승 2회
  - 우승: 2012

## 선수 명단

### 현역
참고: FIFA 자격 규정에 따라 소속된 국가대표팀 국기를 표시합니다. 선수는 복수의 FIFA 비회원국 국적을 가지고 있을 수 있습니다.
| 번호 | 포지션 | 국적         | 이름            |
| ---- | ------ | ------------ | --------------- |
| 7    | MF     |              | 율리안 드락슬러 |
| 8    | MF     | 코트디부아르 | 이드리사 둠비아 |
| 16   | DF     |              | 로빈 티히       |
| 33   | MF     | 모로코       | 드리스 페투히   |

| 번호 | 포지션 | 국적 | 이름 |
| ---- | ------ | ---- | ---- |

## 역대 감독
| 감독                     | 임기      |
| ------------------------ | --------- |
| 세바스치앙 라자로니      | 1988      |
| 오즈와우두 지 올리베이라 | 2005      |
| 일리야 페트코비치        | 2010      |
| 호아킨 카파로스          | 2017      |
| 루벤 데라바레라          | 2018~2019 |
| 페파                     | 2023      |
| 이고르 비슈찬            | 2024 ~    |